# General-Anzeiger (Bonn)

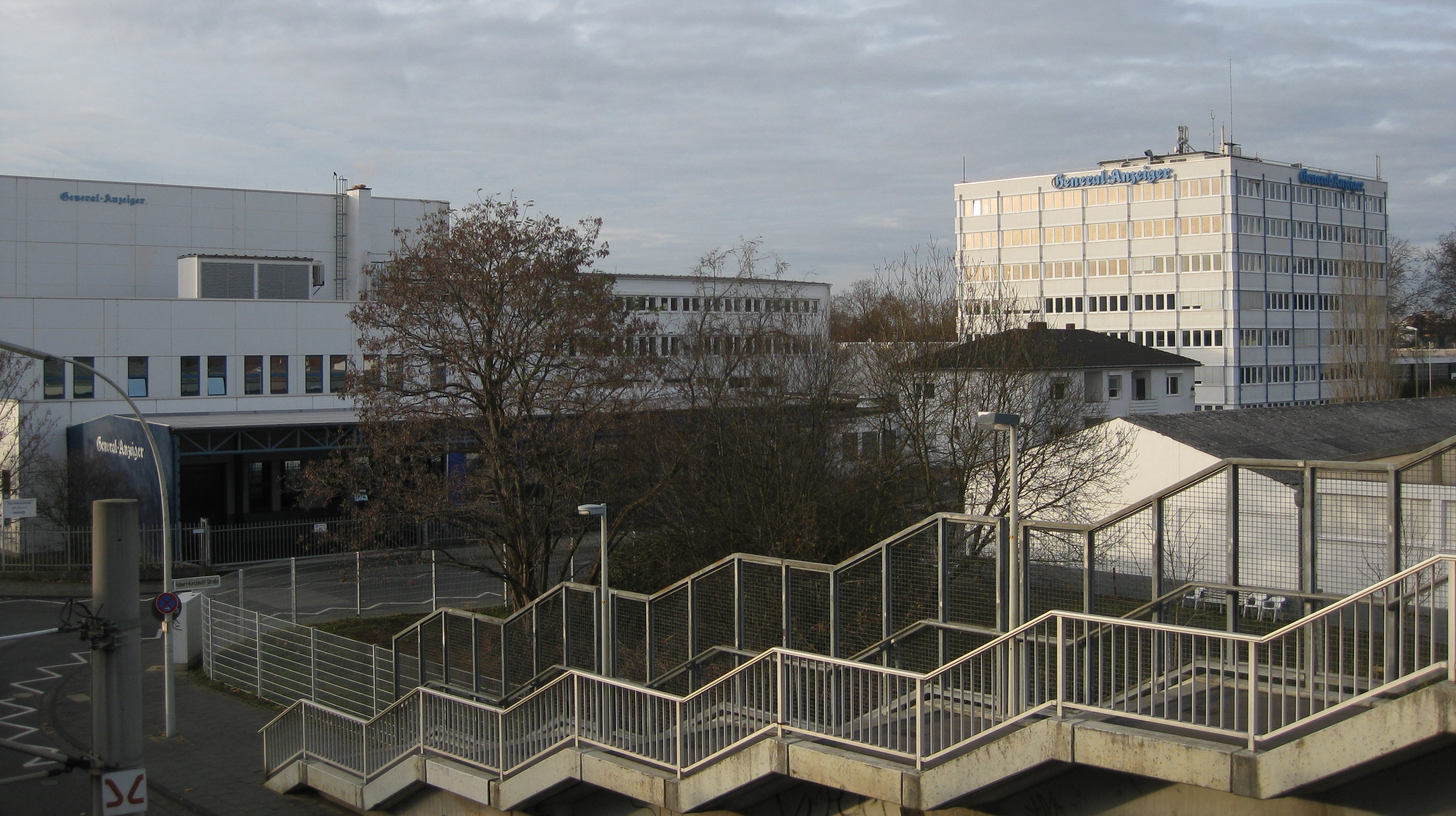
Maison d'édition, rédaction et imprimerie à Bonn (2011)

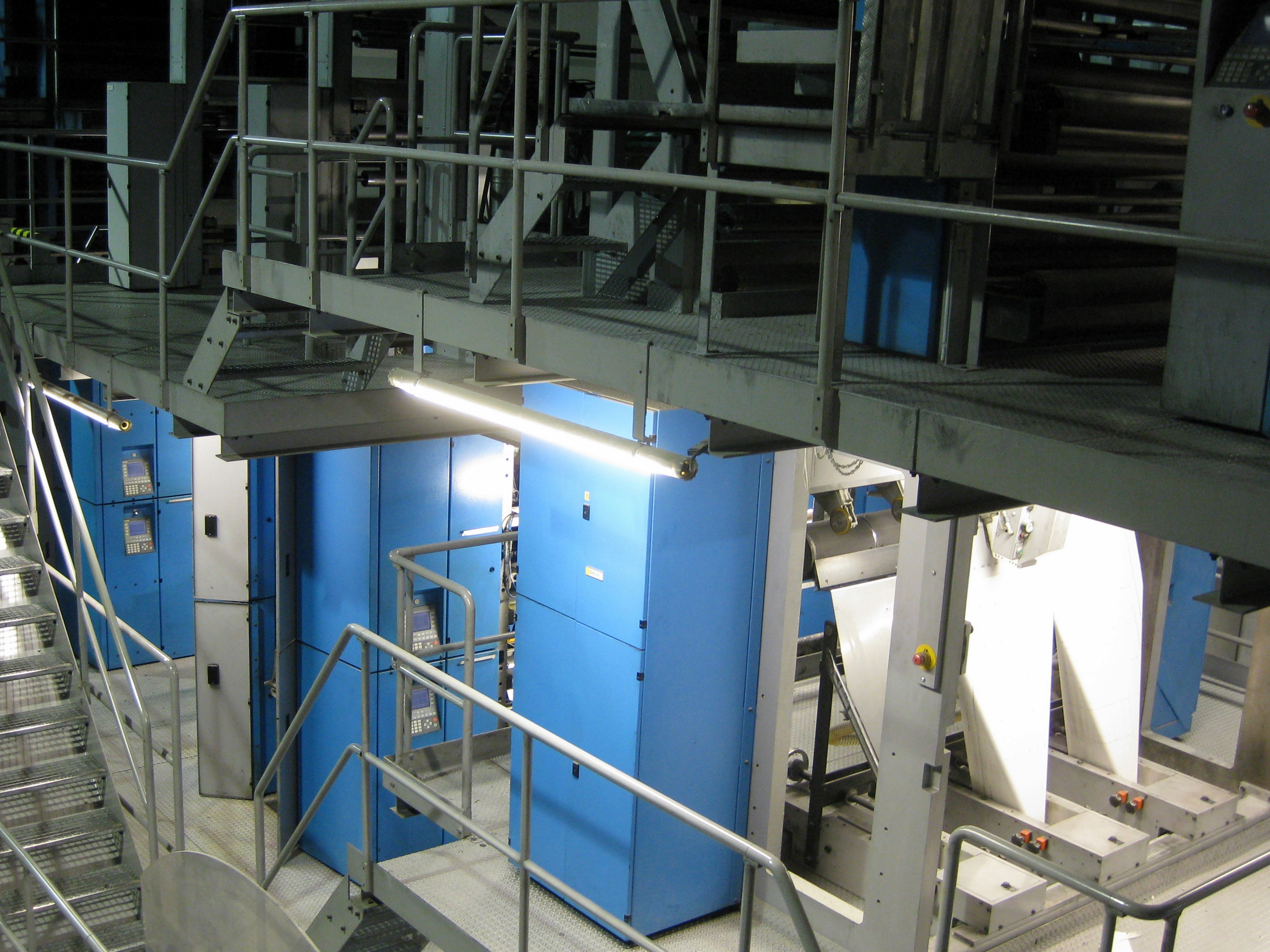
Presse à imprimer

Le General-Anzeiger est un quotidien régional allemand. La zone de distribution comprend la ville de Bonn, l'arrondissement de Rhin-Sieg, l'arrondissement d'Ahrweiler et le nord de l'arrondissement de Neuwied. Le tirage vendu est de 48.119 exemplaires, soit une baisse de 46,1 pour cent depuis 1998. Depuis le 1er juin 2018, le General-Anzeiger fait partie du groupe de médias Rheinische Post (de)

## Histoire
La maison d'édition du General-Anzeiger (General-Anzeiger Bonn GmbH, jusqu'en 2019 sous le nom de Bonner Zeitungsdruckerei und Verlagsanstalt H. Neusser GmbH) est fondée en 1725 en tant qu'imprimerie de la cour de l'électeur Clément-Auguste par Leonhard Rommerskirchen. Il appartient à la famille Neusser pendant dix générations. Le General-Anzeiger est publié sous son titre actuel depuis 1889. À l'origine, il s'agit d'un projet commun des deux éditeurs Hermann Neusser (1839-1909) et Carl Hauptmann (de), jusqu'à ce que ce dernier se retire en 1891 en raison de divergences sur le contenu du journal, de sorte que Neusser en devient l'unique propriétaire.
En 2005, le groupe d'édition de Cologne M. DuMont Schauberg acquit des parts dans la maison d'édition par le biais d'une participation croisée, s'élevant désormais à 18 %, Neusser GmbH possède à son tour 9,02 % à M. DuMont Schauberg. Cette participation prend fin en 2016.
Le 1er janvier 2015, Helge Matthiesen prend la direction du General-Anzeiger à Bonn en tant que rédacteur en chef. Le poste est vacant depuis début juillet 2014. À cette époque, Andreas Tyrock (de), longtemps rédacteur en chef du General-Anzeiger, est passé au Westdeutsche Allgemeine Zeitung à Essen. Depuis lors, les rédacteurs en chef adjoints Ulrich Lüke et Andreas Mühl dirigent le General-Anzeiger à titre intérimaire.
En janvier 2016, le site Web est repensé,.
À l'automne 2017, il est révélé que le General-Anzeiger et le Kölner Stadt-Anzeiger ont conclu des accords de distribution et de territoire illégaux entre 2000 et 2016. Afin d'éviter une concurrence mutuelle, les deux journaux se sont secrètement répartis leurs zones de distribution dans la région de Bonn. L'Office fédéral de lutte contre les cartels inflige une amende de plusieurs millions de dollars au journal de Cologne, tandis que le General-Anzeiger échappe à la sanction grâce à un programme de protection des témoins.
En avril 2018, le General-Anzeiger annonce que le groupe de médias Rheinische Post (de) et les actionnaires de l'imprimerie de journaux de Bonn ont conclu un accord pour que le groupe Rheinische Post reprenne toutes les actions d'édition. Le 15 mai, l’Office fédéral des cartels approuve la vente et la transaction est finalisée le 1er juin 2018.
En collaboration avec d'autres éditeurs de journaux régionaux, l'imprimerie et l'édition de journaux H. Neusser GmbH, basée à Bonn, est également impliquée dans le portail publicitaire en ligne régional kalaydo.de (de) (depuis mars 2006), la station de radio locale Radio Bonn/Rhein-Sieg (de) et la station de télévision locale Köln.tv (de).

## Édition
Comme la plupart des quotidiens allemands, le General-Anzeiger voit sa diffusion diminuer ces dernières années. Le tirage vendu a baissé en moyenne de 4 % par an au cours des dix dernières années. L'année dernière, il diminue de 5%. Il s'élève actuellement à 48.119 copies. La part des abonnements dans le tirage vendu est de 87,2 %.

## Éditions locales
Le General-Anzeiger paraît du lundi au samedi en neuf éditions régionales, chacune mettant l'accent sur les sections locales :
- Bonner Stadtanzeiger
- Bad Godesberger Nachrichten (avec Wachtberg)
- Beueler Nachrichten
- Rhein-Sieg-Zeitung (rive gauche du Rhin) (deux éditions)
- Rhein-Sieg-Zeitung (rive droite du Rhin)
- Rhein-Ahr-Zeitung
- Honnefer Volkszeitung (Siebengebirge/Nord de l'arrondissement de Neuwied) (deux numéros)

## Récompenses
- Prix Sentinelle de la presse quotidienne allemande (de) 2010 pour la série sur le « World Conference Center Bonn (de) »
- Prix du journaliste local allemand (de) de la Fondation Konrad-Adenauer 2011/2012 pour le concept d'un journal familial
- Prix du journaliste local allemand de la Fondation Konrad-Adenauer 2012 pour son reportage sur l'affaire Trudel Ulmen